# Circuit urbain de Baltimore
Le Circuit urbain de Baltimore est un circuit automobile urbain temporaire tracé dans les rues de Baltimore
(Maryland, États-Unis).
Il a accueilli le Grand Prix de Baltimore de 2011 à 2013 dans le cadre du championnat IndyCar Series.

## Description
La piste mesure 3,28km et possède de nombreuses lignes droites, donnant la possibilité à de nombreux dépassements, qui s'enchaînent avec de gros freinages.

De nombreux sites s'y trouvent dans les alentours, notamment le Inner Harbor, le Baltimore Convention Center et le Camden Yards.